# International Air Transport Association
International Air Transport Association (engelsk for Den internationale lufttransport-sammenslutning), forkortet IATA, er en international forening for flyselskaber. IATA blev grundlagt i april 1945 i Havana på Cuba med 57 medlemmer fra 31 lande, som efterfølger til International Air Traffic Association, der blev grundlagt i 1919 i Haag i Holland. I dag har IATA hovedkontor i Montreal i Canada.

## IATAs arbejdsområder
Hovedformålet med IATA er at sikre på den ene side lovlig konkurrence mellem selskaberne, men på den anden side også ensartede priser. Med henblik på ensartede priser har flyselskaberne i de enkelte lande fået en dispensation af landenes samhandels-myndigheder, der giver dem lov til at koordinere deres priser indbyrdes gennem IATA.
Dette prissamarbejde har givet anledning til mistanke om kartelvirksomhed, og mange lavprisflyselskaber er ikke fuldgyldige medlemmer af IATA. EU's konkurrencemyndigheder er i gang med en undersøgelse af dette prissamarbejde, og i 2005 foreslog EU-kommissær Neelie Kroes at inddrage IATA's dispensation. Samme forslag blev fremsat i juli 2006 af Department of Transportation i USA.
Med undtagelse af i USA er de nationale IATA-organisationer også forbindelsesleddet mellem flyselskaberne og de rejsebureauer der sælger flybilletter. I USA varetages denne opgave dog af Airlines Reporting Corporation.

## Koder og betegnelser
IATA har udarbejdet en række systemer med standardiserede koder; lufthavne har koder på 3-bogstaver, og flyselskaber har deres 2-bogstavers kode — disse IATA-lufthavnskoder er forskellige fra de koder ICAO tilsvarende har tildelt lufthavne og flyselskaber. Dertil findes der IATA-koder for visse jernbanestationer, samt koder for årsager til at et fly bliver forsinket. Desuden udgiver IATA den såkaldte IATA Dangerous Goods Regulations manual, som verden over betragtes som autoritativ indenfor lufttransport af farligt gods.
| Forening eller organisation | Spire Denne artikel om en forening eller organisation er en spire som bør udbygges. Du er velkommen til at hjælpe Wikipedia ved at udvide den. |

45°30′02.2″N 73°33′42.1″V / 45.500611°N 73.561694°V